# Johan Sörberg
Karl Johan Sörberg, född 14 april 1968 i Tyresö församling, är en svensk bagare och konditor. Han har deltagit i konditor-VM och varit coach för det svenska bagarlandslaget. År 2000 mottog Sörberg Gastronomiska akademiens silvermedalj.
Johan Sörberg är även domare i tävlingsprogrammet Hela Sverige bakar tillsammans med Elisabeth Johansson. Han har även medverkat i TV-programmet Julens alla bak tillsammans med Tina Nordström.
Sedan 2020 driver han bageriet Svart/Verkstan, som är beläget utanför Eskilstuna.